# Toba Tek Singh (Distrikt)

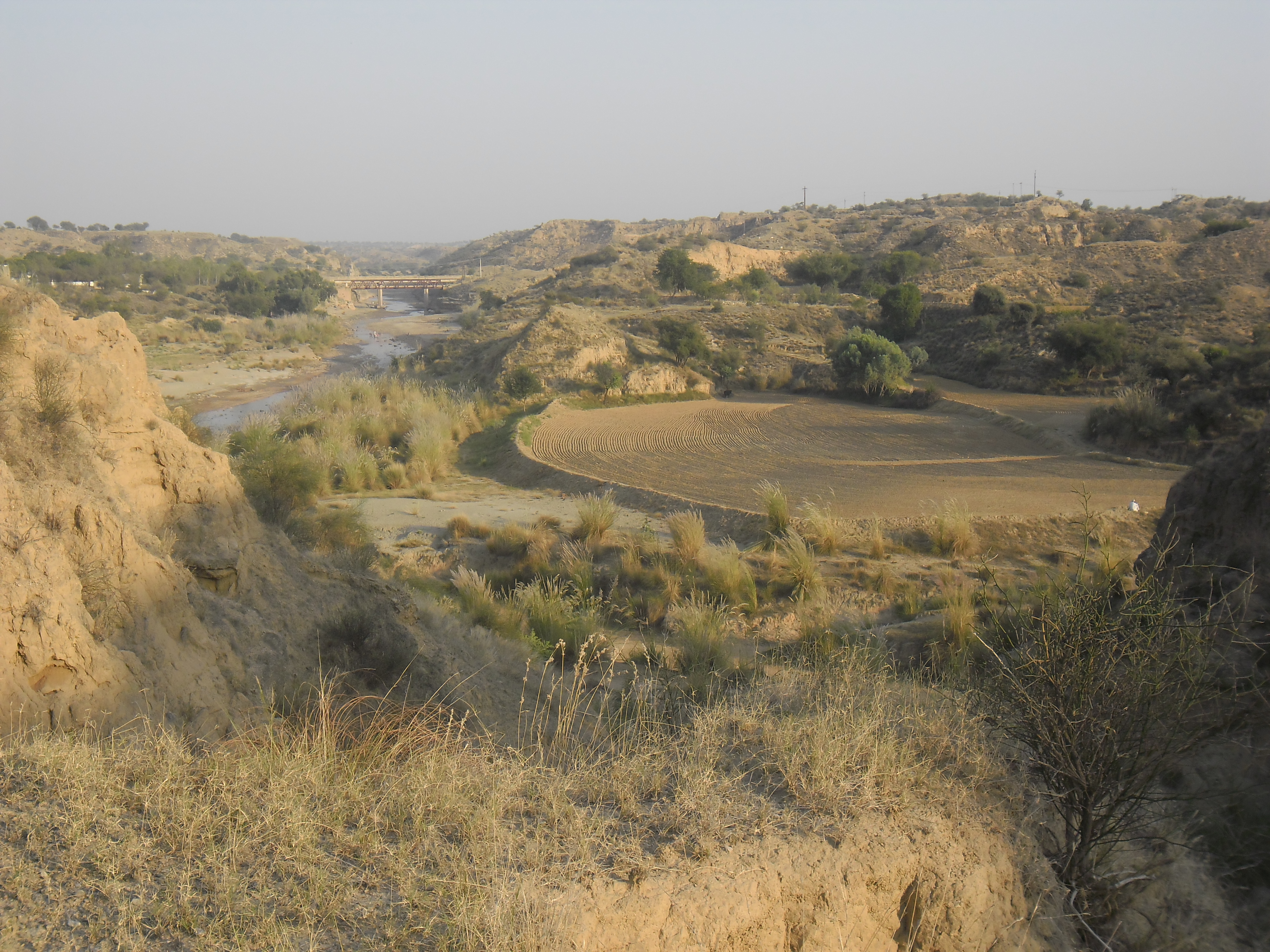
Landschaft

Der Distrikt Toba Tek Singh ist ein Verwaltungsdistrikt in Pakistan in der Provinz Punjab. Sitz der Distriktverwaltung ist die gleichnamige Stadt Toba Tek Singh.
Der Distrikt hat eine Fläche von 3252 km² und nach der Volkszählung von 2017 2.190.015 Einwohner. Die Bevölkerungsdichte beträgt 460 Einwohner/km². Im Distrikt wird zur Mehrheit die Sprache Panjabi gesprochen.
Die Stadt und der Bezirk sind nach einer religiösen Sikh-Figur namens Tek Singh benannt. Die Legende besagt, dass Singh, ein gutherziger Mann war der, Wasser servierte und erschöpften und durstigen Reisenden Schutz bot, die an einem kleinen Teich ("Toba" in Panjabi) vorbeikamen, der schließlich Toba Tek Singh genannt und Namensgeber einer Stadt und des 1982 geschaffenen Distrikts wurde.

## Lage
Der Distrikt befindet sich im Zentrum der Provinz Punjab (Pakistan).

## Verwaltungsgliederung
Der Distrikt ist administrativ in vier Tehsil unterteilt:
- Gojra
- Kamalia
- Toba Tek Singh
- Pir Mahal

## Demografie
Zwischen 1998 und 2017 wuchs die Bevölkerung um jährlich 1,71 %. Von der Bevölkerung leben ca. 20 % in städtischen Regionen und ca. 80 % in ländlichen Regionen. In 338.469 Haushalten leben 1.100.048  Männer, 1.089.829  Frauen und 138 Transgender, woraus sich ein Geschlechterverhältnis von 100,9 Männer pro 100 Frauen ergibt und damit einen für Pakistan häufigen Männerüberschuss. Die Alphabetisierungsrate in den Jahren 2014/15 bei der Bevölkerung über 10 Jahren liegt bei 66 % (Frauen: 59 %, Männer: 74 %) und liegt damit über dem Durchschnitt der Provinz Punjab von 63 %.
| Jahr | Einwohnerzahl |
| ---- | ------------- |
| 1972 | 1.084.442     |
| 1981 | 1.134.572     |
| 1998 | 1.621.593     |
| 2017 | 1.495.982     |